# スター精密
スター精密株式会社（スターせいみつかぶしきがいしゃ、英: STAR MICRONICS CO.,LTD.）は、静岡県静岡市駿河区に本社を置く、日本の電子機器・工作機械メーカー。時計や自動車、歯科用の精密部品を加工する工作機械で高い世界シェアを持つ。コーポレートステートメントは「世界を変える星となる。」。

## 概要
同社は1950年に腕時計用精密部品の製造・販売を目的として設立された。その後腕時計用ネジの量産を目的としてシチズン時計株式会社（現 シチズンホールディングス株式会社）との共同出資により合弁会社（東海精密株式会社）を設立し、吸収していることから、現在でもシチズンとの関係が深い。
同社グループは、同社と子会社19社及び関連会社3社より構成され、事業部門には、特機事業（小型プリンター）、工作機械事業（CNC（コンピュータ数値制御）自動旋盤等の工作機械）の2部門がある。
特に、工作機械事業が扱う時計などの細かい部品を加工するスイス型の旋盤では、世界シェアの3割を持つ。
企業戦略においては、創業者の時代より1000億円超の市場は手掛けずニッチな市場においてシェアを確保するグローバルニッチ戦略を基本としており、 日本の工作機械メーカーとしては早い段階から海外生産・販売に目を向けている。売上高のうち約9割が海外での営業売上（2023年12月期）であり、グループ人員の7割が海外人員である。

## 沿革
- 1947年（昭和22年）02月 - 創業。
- 1950年（昭和25年）07月 - 株式会社スター製作所設立。
- 1960年（昭和35年）10月 - シチズン時計との共同出資により、東海精密株式会社を設立。
- 1965年（昭和40年）09月 - 東海精密株式会社を吸収合併し、スター精密株式会社に社名変更。
- 1977年（昭和52年）01月 - 米国ニューヨークに同社初の海外現地法人スターマイクロニクス アメリカ・INCを設立。（現在は米国ニュージャージーに移転）
- 1981年（昭和56年）10月 - 名古屋証券取引所市場第二部に上場。
- 1984年（昭和59年） 
  - 08月 - 名古屋証券取引所市場第一部に変更上場。（2006年7月に同証券取引所の上場を廃止）
  - 11月 - 英国ロンドンに現地法人スターマイクロニクス UK・LTDを設立。（旧社名 スターマイクロニクス UK・LTD、2003年6月に社名変更、現在は英国ハイウィッカムに移転）
- 1989年（平成元年）01月 - 中国大連市に現地法人斯大精密（大連）有限公司を設立。
- 1990年（平成02年）10月 - 東京証券取引所市場第一部に上場。（2022年4月に同証券取引所の市場区分の見直しにより、市場第一部からプライム市場へ移行）
- 1991年（平成03年）10月 - スイス・チューリッヒに現地法人スターマイクロニクス・AGを設立。
- 1992年（平成04年）
  - 02月 - 英国ダービーシャーにスターマイクロニクス GB・LTDを設立（旧社名A&S プレシジョン マシンツールス・LTD、2003年9月に社名変更）
  - 07月 - 独国アルツァイに現地法人スターマイクロニクス・GmbHを設立。（旧社名 スターマイクロニクス マニュファクチュアリングドイツ・GmbH、2004年５月にラグロWH・GmbH&Co.KGと他の非連結子会社２社と合併し社名変更、現在は独国ノイエンビュルクに移転）
- 1995年（平成07年）08月 - 米国ニューヨークに現地法人スター CNC マシンツール Corp.を設立（旧社名 ハーシュマンCorp.、1997年9月に社名変更）
- 1997年（平成09年）10月 - ISO 9001認証取得（小型プリンターおよび情報機器部門）。
- 1999年（平成11年）03月 - ISO 9001認証取得（工作機械部門）。
- 2000年（平成12年）08月 - 米国デラウェアに現地法人スターアメリカ ホールディング・INC（持株会社）を設立。
- 2001年（平成13年）
  - 03月 - ISO 14001認証取得（電子機器系3工場）。
  - 09月 - ISO14001認証取得（本社工場）。
- 2002年（平成14年）
  - 02月 - ISO 14001認証取得（富士見工場）。
  - 03月 - ISO 14001認証取得（菊川工場）。
  - 12月 - 中国上海市に現地法人上海星昂機械有限公司を設立。
- 2003年（平成15年）03月 - ISO 9001認証取得（精密部品部門）。
- 2005年（平成17年）02月 - タイ･サムトプラカーンに現地法人スターマイクロニクス（タイランド）Co., LTDを設立（2025年1月にスターマイクロニクス マニュファクチュアリング(タイランド)Co.,LTDを存続会社として合併）
- 2011年（平成23年）09月 - タイ・バンコクに現地法人スターマイクロニクス サウスイースト アジアCo., LTDを設立。（2025年2月にスターマイクロニクス(タイランド)Co.,LTDに社名変更）
- 2012年（平成24年）02月 - タイ・ナコンラチャシマに現地法人スターマイクロニクス マニュファクチュアリング（タイランド）Co., LTDを設立。
- 2018年（平成30年）07月 - 東京都港区に国内販売子会社スターマーケティングジャパン（株）を設立
- 2020年（令和02年）04月 - 新本社ビル竣工
- 2023年（令和05年）04月 - 東京都新宿区の株式会社スマート・ソリューション・テクノロジーを完全子会社化
- 2024年（令和06年）08月 - インド・ベンガルールに現地法人スターマイクロニクス インディアPvt. LTDを設立
- 2025年（令和07年）04月 - 米国の投資ファンドであるタイヨウ・パシフィック・パートナーズ傘下のタイヨウ・アンリーシュ・アクルックス・ホールディングスと資本業務提携を締結、タイヨウが議決権の約36%を保有し筆頭株主となる[4]

## 主な製品
- 自動旋盤
  - CNC自動旋盤
  - スイス型CNC自動旋盤
- 小型プリンター

以前はSOHO・個人向けのドットインパクトプリンター、レーザープリンターの製造・販売も行っていたが、現在はPOSシステム向けの小型プリンターやクラウドに対応した周辺機器の製造・販売にシフトしている。

## 事業所

### 本社
- 本社
  - 静岡県静岡市駿河区中吉田20-10
- 品質技術センター
  - 静岡県静岡市駿河区中吉田18-12

### 事業所
- 事業部
  - 機械事業部
    - 菊川工場 - 静岡県菊川市三沢字北ノ谷1500-34
    - ソリューションセンター - （菊川工場敷地内）
    - 東京営業所 - 東京都練馬区春日町3-34-26　ユウトメモリアル1-2F
    - 大阪営業所 - 大阪府大阪市淀川区宮原4-1-45　新大阪八千代ビル6F
    - 名古屋営業所 - 愛知県名古屋市名東区宝が丘25　グローバル25　5-A
    - 諏訪営業所 - 長野県茅野市宮川1387-9　AIビル4階

## 関係会社
| 国内関係会社 - スターメタル株式会社（HP） - 株式会社ミクロ札幌（HP） - スターマーケティングジャパン株式会社（HP） - 株式会社スマート・ソリューション・テクノロジー（HP） | 海外関係会社 - スターマイクロニクス アメリカ・INC(ニュージャージー)（HP） - スターCNC マシンツールCorp.(ニューヨーク)（HP） - スターアメリカホールディング・INC (デラウェア)（HP） - スターマイクロニクス ヨーロッパ・LTD (ハイウィッカム) (HP) - スターマイクロニクス GB・LTD (ダービー) (HP) - スターマイクロニクス・GmbH (ノイエンビュルク) (HP) - スターマイクロニクス・AG (チューリッヒ) (HP) - スターマシンツール フランス・SAS (オートサボア) (HP) - 斯大精密（大連）有限公司（大連）(HP) - 上海星昂機械有限公司（上海）(HP) - 天星精密有限公司（香港） - スターマイクロニクス（タイランド）Co., LTD（ナコンラチャシマ） - スターマイクロニクス サウスイースト アジアCo., LTD（バンコク）（HP） - スターマイクロニクス インディアPvt. LTD（ベンガルール） |

## その他

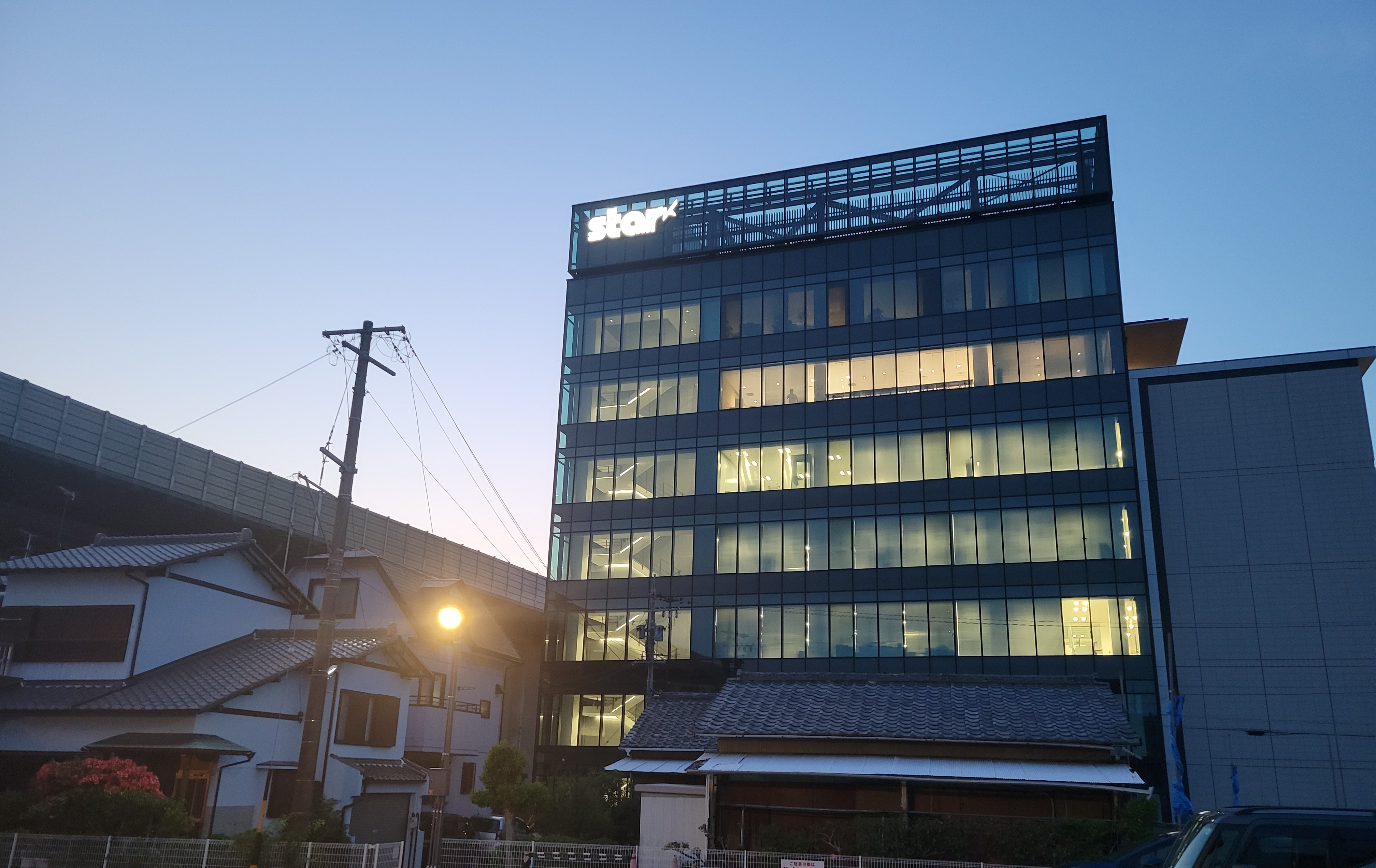
夜間は屋上のロゴがライトアップ。すぐ横には東名高速道路が通っている（2025年5月）

- 本社（静岡県静岡市駿河区中吉田20-10）が東名高速道路の真横に立地しているため、静岡インターチェンジ〜清水インターチェンジの中間地点で同社の本社ビルを視認することができる。そのため、ビル最上部のロゴは夜間にライトアップされている。
- 2005年〜2009年までJリーグ清水エスパルスの公式スポンサーであった[5]。2023年に再び公式スポンサーに復活した[6]。2024年からはオフィシャルパートナーとなり、Ｊリーグとしては初のゴールキーパーユニフォームの胸広告スポンサーとなった[7]。
- 2015年10月〜12月に放送されたTBS系テレビドラマ下町ロケットにて、主人公佃航平が経営する下町の工場のセットに、同社の自動旋盤が使用されている。